# Холокост в Чехословакии
Холокост в Чехословакии — преследование и уничтожение евреев на территории Чехословакии в период немецкой оккупации с 1938 по 1945 годы, часть общей политики нацистов и их союзников по уничтожению евреев. На территории Чехословакии было организовано одно из крупнейших в Европе Терезинское гетто.

## Евреи в Чехословакии до 1938 года
На территориях, которые по Сен-Жерменскому (1919) и Трианонскому (1920) мирным договорам вошли в состав Чехословакии, проживали многочисленные еврейские общины. Согласно переписи, в 1921 году численность еврейского населения Чехословакии составила 354 342 человек (2,6 % всего населения).
Большинство евреев проживало в крупных городах и были в основном представителями так называемых «свободных профессий». Существовала также отдельная этнокультурная общность: евреи — жители горных сёл Закарпатья.
Согласно конституции Чехословакии, евреи имели равные с христианами гражданские права. Кроме того, чехословацкому еврейству как этноконфессиональной общности был предоставлен статус национального меньшинства.

## Оккупация
Первым этапом оккупации Чехословакии была аннексия Германией Судетского региона с 1 по 10 октября 1938 года в результате Мюнхенского соглашения.
14 марта 1939 года немецкая армия оккупировала остальную часть Чехословакии почти без боя. 15 марта 1939 года личным указом Гитлера Богемия и Моравия были объявлены протекторатом Германии. Главой исполнительной власти протектората был назначаемый фюрером рейхспротектор (нем. Reichsprotektor). Первым рейхспротектором 21 марта 1939 года был назначен Константин фон Нейрат. Существовал также формальный пост президента протектората, который всё его существование занимал Эмиль Гаха. Личный состав отделов, аналогичных министерствам, был укомплектован должностными лицами из Германии. Словакия во главе с авторитарным союзником Гитлера Йозефом Тисо стала независимым государством, Закарпатская Украина была оккупирована Венгрией.

## Преследование и уничтожение

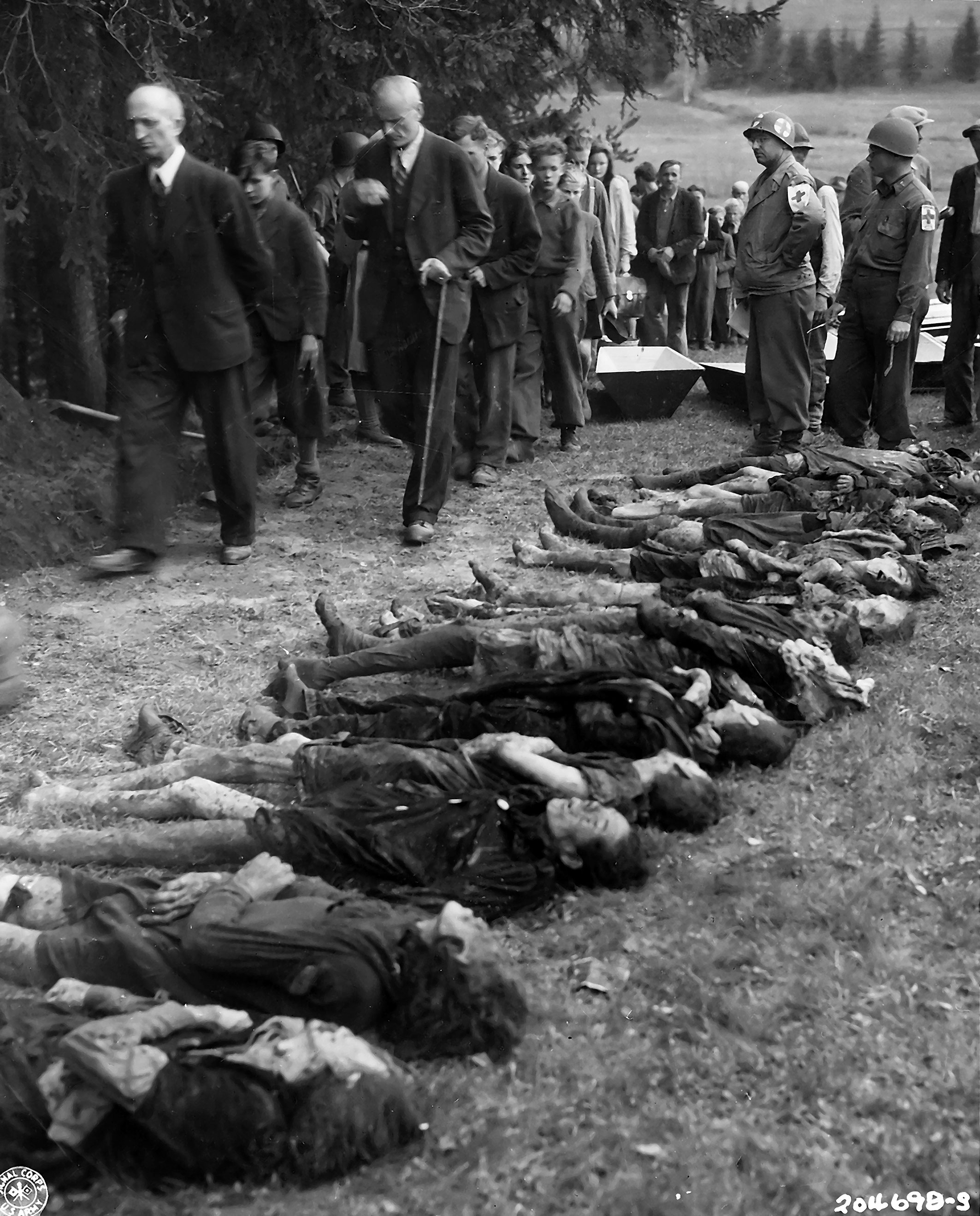
Трупы умерших от голода еврейских женщин

После оккупации Чехословакии и разделения её на «независимую» Словакию и Протекторат Богемии и Моравии, нацисты начали преследование евреев.

### Протекторат
Сразу после Мюнхенского соглашения в Судетах было сожжено 35 синагог. После создания протектората все евреи были изгнаны с государственной службы. 27 июля 1939 года Адольф Эйхман открыл в Праге отделение Центрального бюро по еврейской эмиграции. С эмигрантов взимали очень большой эмиграционный сбор, фактически означавший конфискацию имущества. Общая стоимость собственности, реквизированной нацистами у евреев Богемии и Моравии, составила около 12 млрд чехословацких крон.
К октябрю 1941 года, когда нацисты запретили эмиграцию из протектората, его покинули 26 629 из 118 310 проживавших там евреев, а большинство оставшихся впоследствии были убиты. Всего погибло 75 765 богемских и моравских евреев, из них 64 172 — в лагерях смерти и гетто, 6392 — в концлагере Терезиенштадт, 5201 — на территории протектората.
Уже после окончания войны выживших в Терезинском гетто евреев не выпускали из него из-за эпидемии тифа. Многие из них умерли там в мае—сентябре 1945 года, например поэт Робер Деснос.

### Словацкое государство

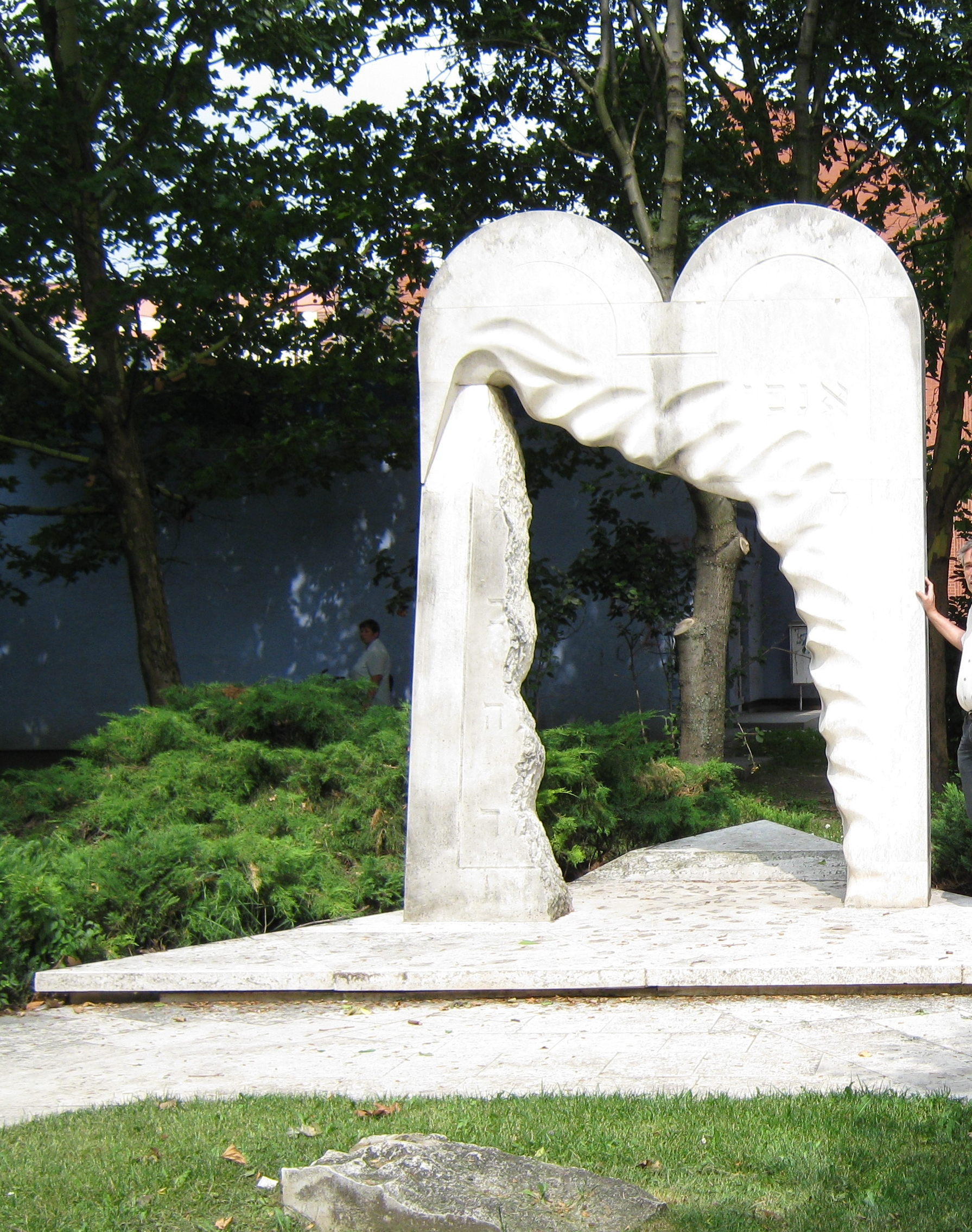
Мемориал памяти жертв Холокоста в городе Дунайска-Стреда, Словакия

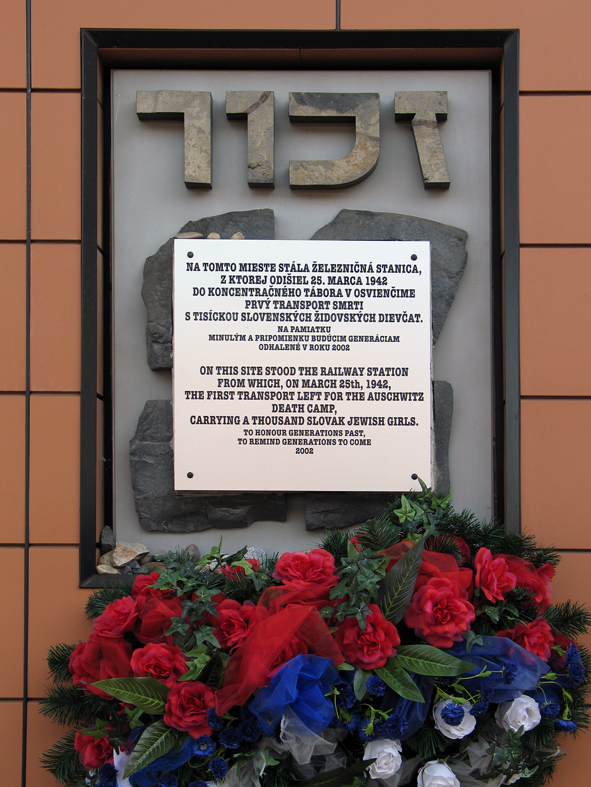
Мемориальная доска на железнодорожной станции в Попраде, откуда 25 марта 1942 года отправился первый поезд смерти

После того как в результате Венского арбитража в ноябре 1938 года часть территории Словакии была передана Венгрии, в Словакии оставалось около 90-95 тысяч евреев.
С провозглашения автономии и особенно после провозглашения независимой республики и подписания союза с Германией в 1939 году были начаты широкомасштабные преследования евреев. Еврейская собственность была конфискована и передана словакам и немцам. 9 сентября 1941 года был утверждён «Еврейский кодекс» — аналог Нюрнбергских законов.
Евреи Словакии стали первыми жертвами лагерей уничтожения Майданек и Освенцим. Первый поезд смерти, в котором находились 999 евреек в возрасте от 16 до 36 лет, отправился в Освенцим 25 марта 1942 года с вокзала города Попрад. До конца войны дожили лишь 20 девушек с первого транспорта, среди них Эдита Гросманова. До августа 1942 года от 54 до 60 тысяч евреев были депортированы в лагеря смерти в оккупированной Польше и практически все уничтожены. В репрессиях против евреев принимала участие Глинкова гвардия — полувоенная организация словацких националистов.
Против депортации активно протестовало католическое духовенство. Активную роль в прекращении депортаций сыграла подпольная группа сионистских деятелей, которые наладили связи с умеренными словацкими политиками и епископами, подкупили часть немецких советников, передавали информацию об уничтожении депортированных евреев представителям союзников и еврейским организациям в других странах. Важную роль сыграло заседание Совета министров 11 августа 1942 года, на котором руководители экономики и промышленности одновременно заявили, что продолжение депортации евреев невозможно по экономическим причинам. Совет министров решил прекратить депортации и продолжить их после окончания войны.
Примерно 13 тысяч евреев были отправлены в лагеря смерти после Словацкого восстания в 1944 году. Всего погибло по разным данным от 70 до 100 тысяч словацких евреев или 77 %.

### Закарпатье
Закарпатская Украина была занята венгерскими войсками в марте 1939 года. Еврейское население, не проживавшее на этих территориях до 1918 года, сразу же подверглось преследованиям
В дальнейшем до окончания Второй мировой войны евреи на этой территории подвергались преследованиям и уничтожению так же, как и венгерские евреи.
После вступления Венгрии во Вторую мировую войну военнообязанные евреи были мобилизованы в так называемые «трудовые батальоны». Большинство из них погибло на Восточном фронте. Весной 1944 года оставшиеся евреи были депортированы в лагеря смерти. Войну на этой территории пережило не более 10-15 тысяч евреев из 100 тысяч, проживавших до войны.

## Сопротивление и спасение
На территории Словакии с 1942 активизировалось партизанское движение, в составе которого насчитывалось примерно 2500 евреев. В рядах участников Словацкого восстания воевало около 1200—1500 евреев. Одним из руководителей восстания был Рудольф Сланский, видными участниками — Фридрих Гильфрайх (Горный) и Иосиф Долина. Партизанским отрядом имени Пожарского, заброшенным в Словакию советским командованием, руководил Леонид Беренштейн.
Существовало несколько отдельных еврейских подпольных и партизанских организаций. Так, отдельным еврейским партизанским отрядом командовал Александр Бахнар, под его командой было около 300 бойцов. В отряде Бахнара была единственная во всей Европе отдельная «кошерная рота» из верующих евреев-ортодоксов.
В рядах восставших сражались 5 еврейских парашютистов из Палестины, четверо из них погибли. Среди них была уроженка Словакии Хавива Рейк.
125 жителей Чехии и 639 житель Словакии за спасение евреев признаны институтом Яд ва-Шем праведниками мира. Гражданин Великобритании Николас Уинтон накануне Второй мировой войны организовал вывоз и спасение 669 еврейских детей из Праги.

## Память о Холокосте

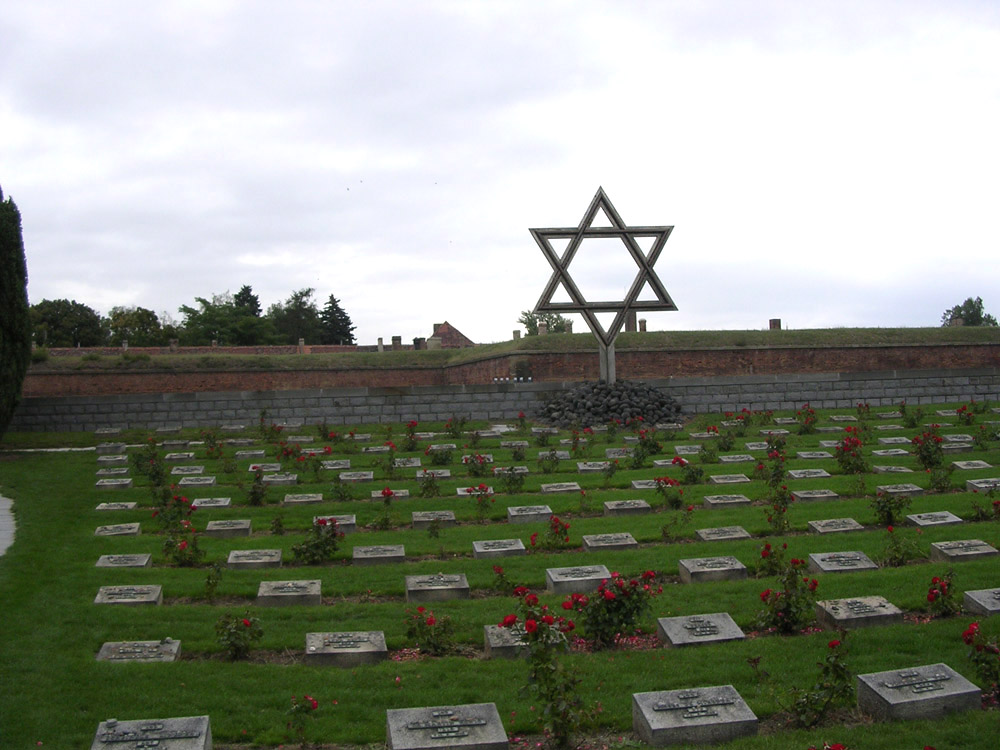
Еврейское кладбище в Терезине перед территорией бывшего гетто

На территории терезинского гетто после войны был открыт мемориал. В Израиле в память узников терезинского гетто создан музей «Дом Терезин». В 2010 году на базе Карлова университета открылся «Центр визуальной истории Malach», где хранится более 50 тысяч интервью, записанных с пережившими нацистские концлагеря. Памятники жертвам Холокоста установлены во многих населённых пунктах Чехии.
С 2000 года Словакия отмечает День памяти жертв Холокоста 9 сентября. В этот день в 1941 году коллаборационистское правительство издало декрет, по которому евреи поражались в правах. В 2001 году было принято решение о выплате еврейской общине компенсаций за отнятое имущество. С 1994 года Музей еврейской культуры в Братиславе работает как специализированный музей в рамках Словацкого национального музея. Его деятельность сосредоточена на сохранении реликвий духовной и материальной культуры евреев и документирования Холокоста в Словакии.
И Чехия, и Словакия является членами Международной организации по сотрудничеству в увековечивании и изучении Холокоста, Чехия — с 2002 года, Словакия — с 2005.

## Отрицание Холокоста
Чехия и Словакия является странами, где отрицание Холокоста является уголовно наказуемым преступлением.
В 2006 году Сенат Чешской Республики принял резолюцию в которой сказано, что отрицание геноцида нацистами евреев в годы Второй мировой войны преступно и является проявлением антисемитизма. В 2009 году в Праге был арестован и депортирован из страны американский расист и отрицатель Дэвид Дюк.
Впервые закон был полноценно применён в сентябре 2008 года, когда редакторы неонацистского интернет-журнала «Последнее поколение» Эрик Седлачек и Либор Будик были осуждены к 3 и 2 годам тюремного заключения соответственно за публичное отрицание Холокоста и распространение неонацистской пропаганды. В мае 2011 года Владимир Створа (Vladimír Stwora) был осуждён окружным судом Праги к 6 месяцам лишения свободы и двум годам ареста условно за размещение на своём интернет-сайте перевода на чешский язык статьи, отрицающей Холокост.
В Словакии соответствующая поправка к Уголовному кодексу была принята в ноябре 2001 года.
Памятники жертвам Холокоста регулярно оскверняются хулиганами и неонацистами.